# Венесуэла на летних Олимпийских играх 1976
Венесуэла принимала участие в Летних Олимпийских играх 1976 года в Монреале (Канада) в восьмой раз за свою историю, и завоевала одну серебряную медаль. Это первая серебряная олимпийская медаль сборной Венесуэлы.

## Серебро
- Бокс, мужчины — Педро Гамарро.